# (36479) 2000 QX29
2000 QX29 (asteroide 36479) é um asteroide da cintura principal. Possui uma excentricidade de 0.10458230 e uma inclinação de 2.47773º.
Este asteroide foi descoberto no dia 25 de agosto de 2000 por LINEAR em Socorro.